# Dixième district congressionnel de Caroline du Nord
Le 10e district congressionnel de Caroline du Nord est un district situé dans le centre et l'ouest de la Caroline du Nord. Il comprend actuellement la totalité des comtés de Cleveland, Gaston, Lincoln, Polk et Rutherford, ainsi qu'une partie de Catawba, Iredell. Avec un indice CPVI de R+22, c'est le district le plus républicain de Caroline du Nord.
Les républicains ont remporté le district sans interruption depuis 1969. Le républicain Pat Harrigan représente le district depuis 2025. 
Le 10e district faisait partie du redécoupage controversé de l'État par la législature dirigée par les républicains en 2011. La frontière nord-ouest du district a été redessinée pour inclure la majeure partie d'Asheville, fortement démocrate, qui a longtemps été le cœur du 11e district. Dans le même temps, certaines zones fortement républicaines du 10e ont été déplacées vers le 11e. Même si cela a rendu le 10e environ sept points plus démocrate, ce n'était pas suffisant pour vaincre la forte tendance républicaine dans la banlieue ouest de Charlotte.
Le 23 février 2022, la Cour suprême de Caroline du Nord a approuvé une nouvelle carte qui a modifié les limites du 10e district pour inclure les comtés d'Alexander, Burke, Catawba, Iredell et Lincoln, le nord-ouest du comté de Gaston, l'est du comté de Rutherford et une petite section du sud-est du comté de Caldwell. Le district actuel a un caractère principalement périurbain et est le district le plus républicain de Caroline du Nord.

## Géographie
Comtés dans la carte 2023 - 2025
- Alexander
- Burke
- Caldwell (en partie)
- Catawba
- Cleveland
- Gaston
- Iredell
- Lincoln
- Rutherford

## Historique de vote
| Année | Poste     | Résultats               |
| ----- | --------- | ----------------------- |
| 2000  | Président | Gore 48,9 % – 48,4 %    |
| 2004  | Président | Bush 50,7 % – 48,3 %    |
| 2008  | Président | Obama 52,9 % – 45,6 %   |
| 2012  | Président | Obama 51,0 % – 47,2 %   |
| 2016  | Président | Clinton 48,0 % – 45,9 % |
| 2020  | Président | Biden 51,3 % – 46,8 %   |

## Liste des Représentants du district
| Membre                           | Parti                 | Années                             | Congrès     | Histoire électorale | Zone géographique |
| -------------------------------- | --------------------- | ---------------------------------- | ----------- | --- | ----------------- |
| District établit le 4 mars 1793  |                       |                                    |             | |                   |
| Benjamin Williams (en)           | Anti-Administration   | 4 mars 1793 - 3 mars 1795          | 3e          | Élu en 1793. Perd sa réélection. |                   |
| Nathan Bryan (en)                | Républicain-Démocrate | 4 mars 1795 - 4 juin 1798          | 4e , 5e     | Élu en 1795. Réélu en 1796. Décès. |                   |
| Vacant                           | Vacant                | 4 juin 1798 - 10 décembre 1798     | 5e          | |                   |
| Richard D. Spaight (en)          | Républicain-Démocrate | 10 décembre 1798 - 3 mars 1801     | 5e , 6e     | Élu pour terminer le mandat de Bryan. Réélu en 1798 pour le mandat suivant. Perd sa réélection. |                   |
| John Stanly (en)                 | Fédéraliste           | 4 mars 1801 - 3 mars 1803          | 7e          | Élu en 1800. Redécoupage vers le 4e district et perd sa réélection. |                   |
| Nathaniel Alexander (en)         | Républicain-Démocrate | 4 mars 1803 - novembre 1805        | 8e , 9e     | Élu en 1803. Réélu en 1804. Démissionne pour devenir Gouverneur de Caroline du Nord. | 1803–1813         |
| Vacant                           | Vacant                | novembre 1805 - 24 février 1806    | 9e          | | 1803–1813         |
| Evan S. Alexander (en)           | Républicain-Démocrate | 24 février 1806 - 3 mars 1809      | 9e , 10e    | Élu pour terminer le mandat de son cousin. Réélu en 1806. Retrait. | 1803–1813         |
| Joseph Pearson (en)              | Fédéraliste           | 4 mars 1809 - 3 mars 1815          | 11e - 13e   | Élu en 1808. Réélu en 1810. Réélu en 1813. Perd sa réélection. | 1803–1813         |
| William C. Love (en)             | Républicain-Démocrate | 4 mars 1815 - 3 mars 1817          | 14e         | Élu en 1815. Retrait. | 1813–1843         |
| George Mumford (en)              | Républicain-Démocrate | 4 mars 1817 - 31 décembre 1818     | 15e         | Élu en 1817. Décès. | 1813–1843         |
| Vacant                           | Vacant                | 31 décembre 1818 - 11 février 1819 | 15e         | | 1813–1843         |
| Charles Fisher (en)              | Républicain-Démocrate | 11 février 1819 - 3 mars 1821      | 15e , 16e   | Élu en 1819 pour terminer le mandat de Mumford et intronisé le 11 février 1819. Réélu en 1819. Retrait. | 1813–1843         |
| John Long (en)                   | Républicain-Démocrate | 4 mars 1821 - 3 mars 1825          | 17e - 20e   | Élu en 1821. Réélu en 1823. Réélu en 1825. Réélu en 1827. Perd sa réélection. | 1813–1843         |
| John Long (en)                   | Anti-Jacksonien       | 4 mars 1825 - 3 mars 1829          | 17e - 20e   | Élu en 1821. Réélu en 1823. Réélu en 1825. Réélu en 1827. Perd sa réélection. | 1813–1843         |
| John Giles                       | Jacksonien (en)       | 4 mars 1829 - ?                    | 21e         | Élu en 1829. Démissionne avant le début du Congrès. | 1813–1843         |
| Abraham Rencher                  | Jacksonien (en)       | 2 décembre 1829 - 3 mars 1833      | 21e - 25e   | Élu le 2 décembre 1829 pour terminer le mandat de Giles et intronisé le 7 décembre 1829. Réélu en 1831. Réélu en 1833. Réélu en 1835. Réélu en 1837.                                                                           | 1813–1843         |
| Abraham Rencher                  | Anti-Jacksonien       | 4 mars 1833 - 3 mars 1837          | 21e - 25e   | Élu le 2 décembre 1829 pour terminer le mandat de Giles et intronisé le 7 décembre 1829. Réélu en 1831. Réélu en 1833. Réélu en 1835. Réélu en 1837.                                                                           | 1813–1843         |
| Abraham Rencher                  | Whig                  | 4 mars 1837 - 3 mars 1839          | 21e - 25e   | Élu le 2 décembre 1829 pour terminer le mandat de Giles et intronisé le 7 décembre 1829. Réélu en 1831. Réélu en 1833. Réélu en 1835. Réélu en 1837.                                                                           | 1813–1843         |
| Charles Fisher (en)              | Démocrate             | 4 mars 1839 - 3 mars 1841          | 26e         | Élu en 1839. | 1813–1843         |
| Abraham Rencher                  | Whig                  | 4 mars 1841 - 3 mars 1843          | 27e         | Élu en 1841. | 1813–1843         |
| District supprimé le 4 mars 1843 |                       |                                    |             | |                   |
| District rétablit le 3 mars 1903 |                       |                                    |             | |                   |
| James M. Gudger Jr. (en)         | Démocrate             | 4 mars 1903 - 3 mars 1907          | 58e , 59e   | Élu en 1902. Réélu en 1904. |                   |
| William T. Crawford (en)         | Démocrate             | 4 mars 1907 - 3 mars 1909          | 60e         | Élu en 1906. |                   |
| John G. Grant (en)               | Républicain           | 4 mars 1909 - 3 mars 1911          | 61e         | Élu en 1908. |                   |
| James M. Gudger Jr. (en)         | Démocrate             | 4 mars 1911 - 3 mars 1915          | 62e , 63e   | Élu en 1910. Réélu en 1912. |                   |
| James J. Britt (en)              | Républicain           | 4 mars 1915 - 3 mars 1917          | 64e         | Élu en 1914. |                   |
| Zebulon Weaver (en)              | Démocrate             | 4 mars 1917 - 1er mars 1919        | 65e         | Perd la contestation de son élection. |                   |
| James J. Britt (en)              | Républicain           | 1er mars 1919 - 3 mars 1919        | 65e         | Remporte la contestation de son élection. |                   |
| Zebulon Weaver (en)              | Démocrate             | 4 mars 1919 - 3 mars 1929          | 66e - 70e   | Élu en 1918. Réélu en 1920. Réélu en 1922. Réélu en 1924. Réélu en 1926. |                   |
| George M. Pritchard (en)         | Républicain           | 4 mars 1929 - 3 mars 1931          | 71e         | Élu en 1928. |                   |
| Zebulon Weaver (en)              | Démocrate             | 4 mars 1931 - 3 mars 1933          | 72e         | Élu en 1930. Redécoupage vers le 11e district. |                   |
| Alfred L. Bulwinkle (en)         | Démocrate             | 4 mars 1933 - 3 janvier 1943       | 73e - 77e   | Redécoupage depuis le 9e et réélu en 1932. Réélu en 1934. Réélu en 1936. Réélu en 1938. Réélu en 1940. Redécoupage vers le 11e district.                                                                                       |                   |
| Cameron A. Morrison (en)         | Démocrate             | 3 janvier 1943 - 3 janvier 1945    | 78e         | Élu en 1942. |                   |
| Joseph W. Ervin (en)             | Démocrate             | 3 janvier 1945 - 25 décembre 1945  | 79e         | Élu en 1944. Décès. |                   |
| Vacant                           | Vacant                | 25 décembre 1945 - 22 janvier 1946 | 79e         | |                   |
| Sam J. Ervin Jr. (en)            | Démocrate             | 22 janvier 1946 - 3 janvier 1947   | 79e         | Élu pour terminer le mandat de son frère. |                   |
| Hamilton C. Jones (en)           | Démocrate             | 3 janvier 1947 - 3 janvier 1953    | 80e - 82e   | Élu en 1946. Réélu en 1948. Réélu en 1950. |                   |
| Charles R. Jonas (en)            | Républicain           | 3 janvier 1953 - 3 janvier 1963    | 83e - 87e   | Élu en 1952. Réélu en 1954. Réélu en 1956. Réélu en 1958. Réélu en 1960. Redécoupage vers le 8e district. |                   |
| Basil Whitener (en)              | Démocrate             | 3 janvier 1963 - 3 janvier 1969    | 88e - 90e   | Redécoupage depuis le 11e district et réélu en 1962. Réélu en 1964. Réélu en 1966. Perd sa réélection après le redécoupage. |                   |
| Jim Broyhill (en)                | Républicain           | 3 janvier 1969 - 14 juillet 1986   | 91e - 99e   | Redécoupage depuis le 9e district et réélu en 1968. Réélu en 1970. Réélu en 1972. Réélu en 1974. Réélu en 1976. Réélu en 1978. Réélu en 1980. Réélu en 1982. Réélu en 1984. Démissionne lorsque nommé Sénateur des États-Unis. |                   |
| Vacant                           | Vacant                | 14 juillet 1986 - 4 novembre 1986  | 99e         | |                   |
| Cass Ballenger (en)              | Républicain           | 4 novembre 1986 - 3 janvier 2005   | 99e - 108e  | Élu pour terminer le mandat de Broyhill. Réélu en 1986. Réélu en 1988. Réélu en 1990. Réélu en 1992. Réélu en 1994. Réélu en 1996. Réélu en 1998. Réélu en 2000. Réélu en 2002. Retrait.                                       |                   |
| Patrick McHenry                  | Républicain           | 3 janvier 2005 - 3 janvier 2025    | 109e - 118e | Élu en 2004. Réélu en 2006. Réélu en 2008. Réélu en 2010. Réélu en 2012. Réélu en 2014. Réélu en 2016. Réélu en 2018. Réélu en 2020. Réélu en 2022. Retrait à la fin de son mandat.                                            | 2003–2013         |
| Patrick McHenry                  | Républicain           | 3 janvier 2005 - 3 janvier 2025    | 109e - 118e | Élu en 2004. Réélu en 2006. Réélu en 2008. Réélu en 2010. Réélu en 2012. Réélu en 2014. Réélu en 2016. Réélu en 2018. Réélu en 2020. Réélu en 2022. Retrait à la fin de son mandat.                                            | 2013–2017         |
| Patrick McHenry                  | Républicain           | 3 janvier 2005 - 3 janvier 2025    | 109e - 118e | Élu en 2004. Réélu en 2006. Réélu en 2008. Réélu en 2010. Réélu en 2012. Réélu en 2014. Réélu en 2016. Réélu en 2018. Réélu en 2020. Réélu en 2022. Retrait à la fin de son mandat.                                            | 2017–2021         |
| Patrick McHenry                  | Républicain           | 3 janvier 2005 - 3 janvier 2025    | 109e - 118e | Élu en 2004. Réélu en 2006. Réélu en 2008. Réélu en 2010. Réélu en 2012. Réélu en 2014. Réélu en 2016. Réélu en 2018. Réélu en 2020. Réélu en 2022. Retrait à la fin de son mandat.                                            | 2021–2023         |
| Patrick McHenry                  | Républicain           | 3 janvier 2005 - 3 janvier 2025    | 109e - 118e | Élu en 2004. Réélu en 2006. Réélu en 2008. Réélu en 2010. Réélu en 2012. Réélu en 2014. Réélu en 2016. Réélu en 2018. Réélu en 2020. Réélu en 2022. Retrait à la fin de son mandat.                                            | 2023–2025         |
| Pat Harrigan                     | Républicain           | 3 janvier 2025 - en cours          | 119e        | Élu en 2024. | depuis 2025       |

## Résultats des récentes élections
Voici les résultats des dix précédents cycles électoraux dans le district.

### 2004
| Élection de 2004 du 10e district congressionnel de Caroline du Nord | Élection de 2004 du 10e district congressionnel de Caroline du Nord | Élection de 2004 du 10e district congressionnel de Caroline du Nord | Élection de 2004 du 10e district congressionnel de Caroline du Nord | Élection de 2004 du 10e district congressionnel de Caroline du Nord |
| ------------------------------------------------------------------- | ------------------------------------------------------------------- | ------------------------------------------------------------------- | ------------------------------------------------------------------- | ------------------------------------------------------------------- |
| Parti                                                               | Parti                                                               | Candidat                                                            | Votes                                                               | %                                                                   |
|                                                                     | Républicain                                                         | Patrick McHenry                                                     | 157 884                                                             | 64,1                                                                |
|                                                                     | Démocrate                                                           | Anne Fischer                                                        | 88 233                                                              | 35,9                                                                |
| Total des votes                                                     | Total des votes                                                     | Total des votes                                                     | 246 117                                                             | 100 %                                                               |
|                                                                     | Les Républicains conservent                                         |                                                                     |                                                                     |                                                                     |

### 2006
| Élection de 2006 du 10e district congressionnel de Caroline du Nord | Élection de 2006 du 10e district congressionnel de Caroline du Nord | Élection de 2006 du 10e district congressionnel de Caroline du Nord | Élection de 2006 du 10e district congressionnel de Caroline du Nord | Élection de 2006 du 10e district congressionnel de Caroline du Nord |
| ------------------------------------------------------------------- | ------------------------------------------------------------------- | ------------------------------------------------------------------- | ------------------------------------------------------------------- | ------------------------------------------------------------------- |
| Parti                                                               | Parti                                                               | Candidat                                                            | Votes                                                               | %                                                                   |
|                                                                     | Républicain                                                         | Patrick McHenry (sortant)                                           | 94 179                                                              | 61,8                                                                |
|                                                                     | Démocrate                                                           | Richard Carsner                                                     | 58 214                                                              | 38,2                                                                |
| Total des votes                                                     | Total des votes                                                     | Total des votes                                                     | 152 393                                                             | 100 %                                                               |
|                                                                     | Les Républicains conservent                                         |                                                                     |                                                                     |                                                                     |

### 2008
| Élection de 2008 du 10e district congressionnel de Caroline du Nord | Élection de 2008 du 10e district congressionnel de Caroline du Nord | Élection de 2008 du 10e district congressionnel de Caroline du Nord | Élection de 2008 du 10e district congressionnel de Caroline du Nord | Élection de 2008 du 10e district congressionnel de Caroline du Nord |
| ------------------------------------------------------------------- | ------------------------------------------------------------------- | ------------------------------------------------------------------- | ------------------------------------------------------------------- | ------------------------------------------------------------------- |
| Parti                                                               | Parti                                                               | Candidat                                                            | Votes                                                               | %                                                                   |
|                                                                     | Républicain                                                         | Patrick McHenry (sortant)                                           | 171 774                                                             | 57,6                                                                |
|                                                                     | Démocrate                                                           | Daniel Johnson                                                      | 126 699                                                             | 42,4                                                                |
| Total des votes                                                     | Total des votes                                                     | Total des votes                                                     | 298 473                                                             | 100 %                                                               |
|                                                                     | Les Républicains conservent                                         |                                                                     |                                                                     |                                                                     |

### 2010
| Élection de 2010 du 10e district congressionnel de Caroline du Nord | Élection de 2010 du 10e district congressionnel de Caroline du Nord | Élection de 2010 du 10e district congressionnel de Caroline du Nord | Élection de 2010 du 10e district congressionnel de Caroline du Nord | Élection de 2010 du 10e district congressionnel de Caroline du Nord |
| ------------------------------------------------------------------- | ------------------------------------------------------------------- | ------------------------------------------------------------------- | ------------------------------------------------------------------- | ------------------------------------------------------------------- |
| Parti                                                               | Parti                                                               | Candidat                                                            | Votes                                                               | %                                                                   |
|                                                                     | Républicain                                                         | Patrick McHenry (sortant)                                           | 130 813                                                             | 71,2                                                                |
|                                                                     | Démocrate                                                           | Jeff Gregory                                                        | 52 972                                                              | 28,8                                                                |
| Total des votes                                                     | Total des votes                                                     | Total des votes                                                     | 183 785                                                             | 100 %                                                               |
|                                                                     | Les Républicains conservent                                         |                                                                     |                                                                     |                                                                     |

### 2012
| Élection de 2010 du 10e district congressionnel de Caroline du Nord | Élection de 2010 du 10e district congressionnel de Caroline du Nord | Élection de 2010 du 10e district congressionnel de Caroline du Nord | Élection de 2010 du 10e district congressionnel de Caroline du Nord | Élection de 2010 du 10e district congressionnel de Caroline du Nord |
| ------------------------------------------------------------------- | ------------------------------------------------------------------- | ------------------------------------------------------------------- | ------------------------------------------------------------------- | ------------------------------------------------------------------- |
| Parti                                                               | Parti                                                               | Candidat                                                            | Votes                                                               | %                                                                   |
|                                                                     | Républicain                                                         | Patrick McHenry (sortant)                                           | 190 826                                                             | 57,0                                                                |
|                                                                     | Démocrate                                                           | Patsy Keever                                                        | 144 023                                                             | 43,0                                                                |
| Total des votes                                                     | Total des votes                                                     | Total des votes                                                     | 334 849                                                             | 100 %                                                               |
|                                                                     | Les Républicains conservent                                         |                                                                     |                                                                     |                                                                     |

### 2014
| Élection de 2014 du 10e district congressionnel de Caroline du Nord | Élection de 2014 du 10e district congressionnel de Caroline du Nord | Élection de 2014 du 10e district congressionnel de Caroline du Nord | Élection de 2014 du 10e district congressionnel de Caroline du Nord | Élection de 2014 du 10e district congressionnel de Caroline du Nord |
| ------------------------------------------------------------------- | ------------------------------------------------------------------- | ------------------------------------------------------------------- | ------------------------------------------------------------------- | ------------------------------------------------------------------- |
| Parti                                                               | Parti                                                               | Candidat                                                            | Votes                                                               | %                                                                   |
|                                                                     | Républicain                                                         | Patrick McHenry (sortant)                                           | 133 504                                                             | 61,0                                                                |
|                                                                     | Démocrate                                                           | Tate MacQueen                                                       | 85 292                                                              | 39,0                                                                |
| Total des votes                                                     | Total des votes                                                     | Total des votes                                                     | 218 796                                                             | 100 %                                                               |
|                                                                     | Les Républicains conservent                                         |                                                                     |                                                                     |                                                                     |

### 2016
| Élection de 2016 du 10e district congressionnel de Caroline du Nord | Élection de 2016 du 10e district congressionnel de Caroline du Nord | Élection de 2016 du 10e district congressionnel de Caroline du Nord | Élection de 2016 du 10e district congressionnel de Caroline du Nord | Élection de 2016 du 10e district congressionnel de Caroline du Nord |
| ------------------------------------------------------------------- | ------------------------------------------------------------------- | ------------------------------------------------------------------- | ------------------------------------------------------------------- | ------------------------------------------------------------------- |
| Parti                                                               | Parti                                                               | Candidat                                                            | Votes                                                               | %                                                                   |
|                                                                     | Républicain                                                         | Patrick McHenry (sortant)                                           | 220 825                                                             | 63,1                                                                |
|                                                                     | Démocrate                                                           | Andy Millard                                                        | 128 919                                                             | 36,9                                                                |
| Total des votes                                                     | Total des votes                                                     | Total des votes                                                     | 349 744                                                             | 100 %                                                               |
|                                                                     | Les Républicains conservent                                         |                                                                     |                                                                     |                                                                     |

### 2018
| Élection de 2018 du 10e district congressionnel de Caroline du Nord | Élection de 2018 du 10e district congressionnel de Caroline du Nord | Élection de 2018 du 10e district congressionnel de Caroline du Nord | Élection de 2018 du 10e district congressionnel de Caroline du Nord | Élection de 2018 du 10e district congressionnel de Caroline du Nord |
| ------------------------------------------------------------------- | ------------------------------------------------------------------- | ------------------------------------------------------------------- | ------------------------------------------------------------------- | ------------------------------------------------------------------- |
| Parti                                                               | Parti                                                               | Candidat                                                            | Votes                                                               | %                                                                   |
|                                                                     | Républicain                                                         | Patrick McHenry (sortant)                                           | 164 969                                                             | 59,3                                                                |
|                                                                     | Démocrate                                                           | David Wilson Brown                                                  | 113 259                                                             | 40,7                                                                |
| Total des votes                                                     | Total des votes                                                     | Total des votes                                                     | 278 228                                                             | 100 %                                                               |
|                                                                     | Les Républicains conservent                                         |                                                                     |                                                                     |                                                                     |

### 2020
| Élection de 2020 du 10e district congressionnel de Caroline du Nord | Élection de 2020 du 10e district congressionnel de Caroline du Nord | Élection de 2020 du 10e district congressionnel de Caroline du Nord | Élection de 2020 du 10e district congressionnel de Caroline du Nord | Élection de 2020 du 10e district congressionnel de Caroline du Nord |
| ------------------------------------------------------------------- | ------------------------------------------------------------------- | ------------------------------------------------------------------- | ------------------------------------------------------------------- | ------------------------------------------------------------------- |
| Parti                                                               | Parti                                                               | Candidat                                                            | Votes                                                               | %                                                                   |
|                                                                     | Républicain                                                         | Patrick McHenry (sortant)                                           | 284 095                                                             | 68,9                                                                |
|                                                                     | Démocrate                                                           | David Parker                                                        | 128 189                                                             | 31,1                                                                |
| Total des votes                                                     | Total des votes                                                     | Total des votes                                                     | 412 284                                                             | 100 %                                                               |
|                                                                     | Les Républicains conservent                                         |                                                                     |                                                                     |                                                                     |

### 2022
| Primaire Républicaine de 2022 du 10e district congressionnel de Caroline du Nord | Primaire Républicaine de 2022 du 10e district congressionnel de Caroline du Nord | Primaire Républicaine de 2022 du 10e district congressionnel de Caroline du Nord | Primaire Républicaine de 2022 du 10e district congressionnel de Caroline du Nord | Primaire Républicaine de 2022 du 10e district congressionnel de Caroline du Nord |
| -------------------------------------------------------------------------------- | -------------------------------------------------------------------------------- | -------------------------------------------------------------------------------- | -------------------------------------------------------------------------------- | -------------------------------------------------------------------------------- |
| Parti                                                                            | Parti                                                                            | Candidat                                                                         | Votes                                                                            | %                                                                                |
|                                                                                  | Républicain                                                                      | Patrick McHenry (sortant)                                                        | 49 973                                                                           | 68,1                                                                             |
|                                                                                  | Républicain                                                                      | Gary Robinson                                                                    | 11 671                                                                           | 15,9                                                                             |
|                                                                                  | Républicain                                                                      | Michael Magnotta                                                                 | 4 703                                                                            | 6,4                                                                              |
|                                                                                  | Républicain                                                                      | Jeff Gregory                                                                     | 3 649                                                                            | 5,0                                                                              |
|                                                                                  | Républicain                                                                      | Richard Speer                                                                    | 3 381                                                                            | 4,6                                                                              |

| Primaire Démocrate de 2022 du 10e district congressionnel de Caroline du Nord | Primaire Démocrate de 2022 du 10e district congressionnel de Caroline du Nord | Primaire Démocrate de 2022 du 10e district congressionnel de Caroline du Nord | Primaire Démocrate de 2022 du 10e district congressionnel de Caroline du Nord | Primaire Démocrate de 2022 du 10e district congressionnel de Caroline du Nord |
| ----------------------------------------------------------------------------- | ----------------------------------------------------------------------------- | ----------------------------------------------------------------------------- | ----------------------------------------------------------------------------- | ----------------------------------------------------------------------------- |
| Parti                                                                         | Parti                                                                         | Candidat                                                                      | Votes                                                                         | %                                                                             |
|                                                                               | Démocrate                                                                     | Pamela Genant                                                                 | 13 028                                                                        | 77,5                                                                          |
|                                                                               | Démocrate                                                                     | Michael Felder                                                                | 3 790                                                                         | 22,5                                                                          |

| Élection de 2022 du 10e district congressionnel de Caroline du Nord | Élection de 2022 du 10e district congressionnel de Caroline du Nord | Élection de 2022 du 10e district congressionnel de Caroline du Nord | Élection de 2022 du 10e district congressionnel de Caroline du Nord | Élection de 2022 du 10e district congressionnel de Caroline du Nord |
| ------------------------------------------------------------------- | ------------------------------------------------------------------- | ------------------------------------------------------------------- | ------------------------------------------------------------------- | ------------------------------------------------------------------- |
| Parti                                                               | Parti                                                               | Candidat                                                            | Votes                                                               | %                                                                   |
|                                                                     | Républicain                                                         | Patrick McHenry (sortant)                                           | 194 681                                                             | 72,6                                                                |
|                                                                     | Démocrate                                                           | Pamela Genant                                                       | 73 174                                                              | 27,3                                                                |
|                                                                     | Indépendant                                                         | Diana Jimison (write-in)                                            | 110                                                                 | 0,0                                                                 |
|                                                                     | Write-In                                                            | Write-In                                                            | 242                                                                 | 0,1                                                                 |
| Total des votes                                                     | Total des votes                                                     | Total des votes                                                     | 268 207                                                             | 100 %                                                               |
|                                                                     | Les Républicains conservent                                         |                                                                     |                                                                     |                                                                     |

### 2024
Les Primaires Démocrates et Libertariennes ont été annulées. Ralph Scott Jr. (D-Sortant) et Steven Feldman (L) avancent vers l'Élection Générale.
| Primaire Républicaine de 2024 du 10e district congressionnel de Caroline du Nord | Primaire Républicaine de 2024 du 10e district congressionnel de Caroline du Nord | Primaire Républicaine de 2024 du 10e district congressionnel de Caroline du Nord | Primaire Républicaine de 2024 du 10e district congressionnel de Caroline du Nord | Primaire Républicaine de 2024 du 10e district congressionnel de Caroline du Nord |
| -------------------------------------------------------------------------------- | -------------------------------------------------------------------------------- | -------------------------------------------------------------------------------- | -------------------------------------------------------------------------------- | -------------------------------------------------------------------------------- |
| Parti                                                                            | Parti                                                                            | Candidat                                                                         | Votes                                                                            | %                                                                                |
|                                                                                  | Républicain                                                                      | Pat Harrigan                                                                     | 36 028                                                                           | 41,2                                                                             |
|                                                                                  | Républicain                                                                      | Grey Mills Jr.                                                                   | 34 000                                                                           | 38,9                                                                             |
|                                                                                  | Républicain                                                                      | Brooke McGowan                                                                   | 8 795                                                                            | 10,1                                                                             |
|                                                                                  | Républicain                                                                      | Charles Eller                                                                    | 6 076                                                                            | 6,9                                                                              |
|                                                                                  | Républicain                                                                      | Diana Jimison                                                                    | 2 535                                                                            | 2,9                                                                              |

| Élection de 2024 du 10e district congressionnel de Caroline du Nord | Élection de 2024 du 10e district congressionnel de Caroline du Nord | Élection de 2024 du 10e district congressionnel de Caroline du Nord | Élection de 2024 du 10e district congressionnel de Caroline du Nord | Élection de 2024 du 10e district congressionnel de Caroline du Nord |
| ------------------------------------------------------------------- | ------------------------------------------------------------------- | ------------------------------------------------------------------- | ------------------------------------------------------------------- | ------------------------------------------------------------------- |
| Parti                                                               | Parti                                                               | Candidat                                                            | Votes                                                               | %                                                                   |
|                                                                     | Républicain                                                         | Pat Harrigan                                                        | 233 814                                                             | 57,5                                                                |
|                                                                     | Démocrate                                                           | Ralph Scott Jr.                                                     | 155 383                                                             | 38,2                                                                |
|                                                                     | Libertarien                                                         | Steven Feldman                                                      | 11 614                                                              | 2,9                                                                 |
|                                                                     | Constitution                                                        | Todd Helm                                                           | 5884                                                                | 1,4                                                                 |
| Total des votes                                                     | Total des votes                                                     | Total des votes                                                     | 406 695                                                             | 100 %                                                               |
|                                                                     | Les Républicains conservent                                         |                                                                     |                                                                     |                                                                     |